# Çağlar Söyüncü
Çağlar Söyüncü (* 23. Mai 1996 in Izmir) ist ein türkischer Fußballspieler. Der Innenverteidiger steht bei Fenerbahçe Istanbul in der Süper Lig unter Vertrag und ist A-Nationalspieler.

## Karriere

### Vereine

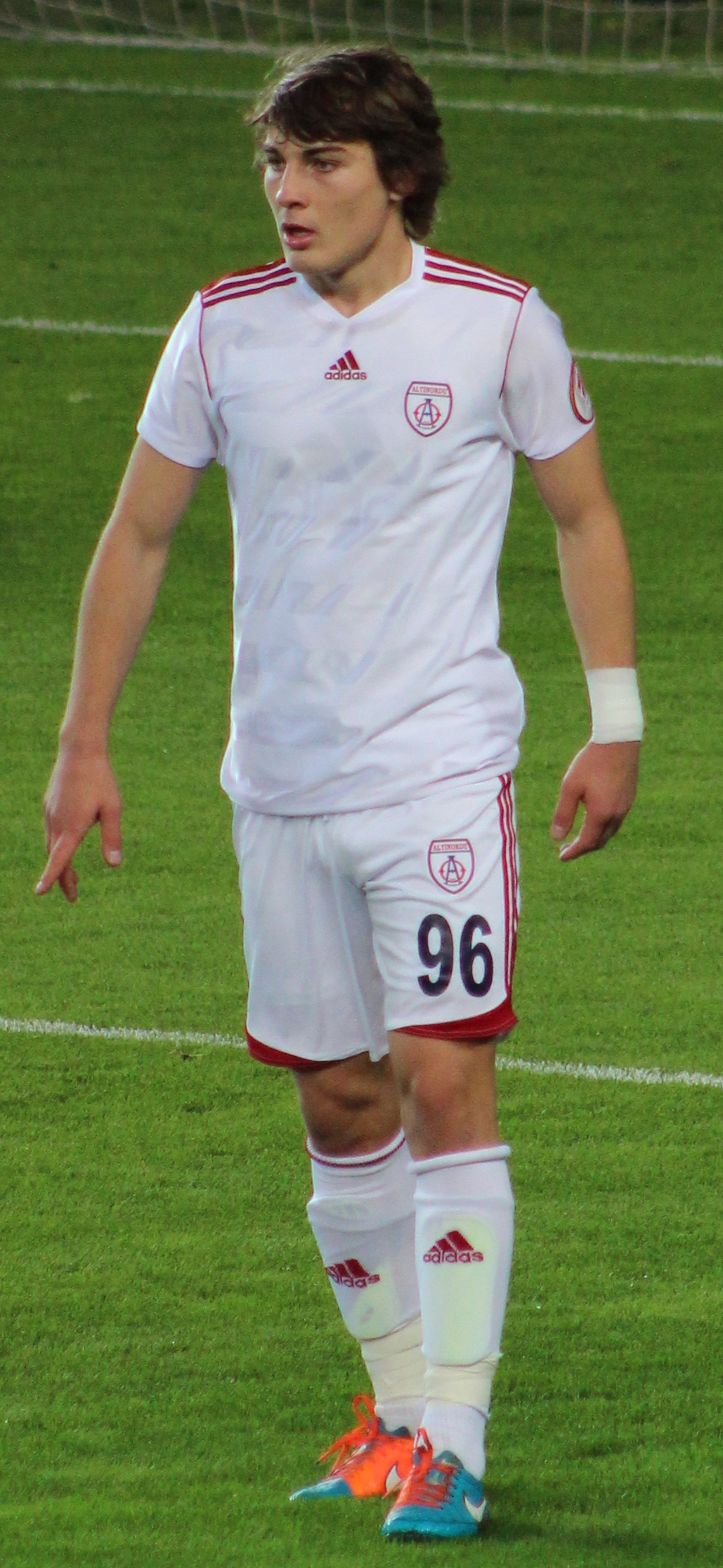
Söyüncü bei Altınordu Izmir (2015)

Çağlar Söyüncü kam in der westtürkischen Millionenmetropole Izmir im Stadtteil Menemen auf die Welt. Er begann mit Fußballspielen in der Jugend von Menemen Belediyespor, dem Verein seines Viertels. Anschließend spielte er ab 2011 für die Nachwuchsabteilungen von Bucaspor und ab 2013 für den Nachwuchs von Gümüşordu Izmir, der Zweitmannschaft von Altınordu Izmir.
Im Juni 2014 erhielt Söyüncü beim in die zweite Liga aufgestiegenen Altınordu einen Profivertrag und trainierte zu Beginn der Rückrunde der Saison 2014/15 mit der Profimannschaft. Am 3. Dezember 2014 gab er in der Pokalbegegnung gegen Bayburt Grup İl Özel İdare GS sein Profidebüt.
Zur Spielzeit 2016/17 wurde er vom Bundesligisten SC Freiburg verpflichtet, für den er am 20. August 2016 beim 4:0-Sieg in der ersten Runde des DFB-Pokals beim SV Babelsberg 03 debütierte. Nach Anfangsschwierigkeiten beim Sportclub, insbesondere aufgrund einer leichtsinnigen Spielweise, wurde Söyüncü schnell zum Leistungsträger in der Freiburger Abwehrkette. Deshalb zog der junge Defensivspieler das Interesse namhafter Clubs wie dem FC Bayern München, Manchester City oder Atlético Madrid auf sich. Laut Medienberichten stand er sogar kurz vor einer Unterschrift beim FC Arsenal.
Im August 2018 wechselte Söyüncü letztendlich für 21,1 Millionen Euro in die englische Premier League zu Leicester City und erhielt dort einen Fünfjahresvertrag. Mit dieser Ablösesumme wurde Söyüncü zum Rekord-Abgang der Breisgauer. In Leicester fiel es dem Türken schwer, sich in die Mannschaft zu integrieren und so kam er in seiner ersten Saison auf der Insel nur auf 6 Einsätze und wurde zwischenzeitlich sogar in die U23-Mannschaft versetzt. Als einen der Gründe nannte Trainer Claude Puel die schlechten Englischkenntnisse des Innenverteidigers, die eine Kommunikation mit seinen Teamkollegen erschwere. Im Januar 2024 wurde er an Fenerbahçe Istanbul verliehen und anschließend fest verpflichtet.

### Nationalmannschaft
Söyüncü begann seine Nationalmannschaftskarriere im April 2014 mit einem Einsatz für die türkische U18-Nationalmannschaft. Ab Mai 2015 spielte er  für die türkische U19-Nationalmannschaft. Im gleichen Jahr debütierte er für die türkische U20- und U21-Nationalmannschaft.
Im November 2015 wurde Söyüncü im Rahmen eines Testspiels vom Nationaltrainer Fatih Terim zum ersten Mal für das Aufgebot der türkischen Nationalmannschaft nominiert, blieb aber ohne Einsatz. Im März 2016 nominierte Terim ihn im Rahmen zweier Testspiele ein weiteres Mal für das Aufgebot der türkischen A-Nationalmannschaft. In der Begegnung gegen die Schweden in Antalya wurde er in der 90. Minute für Volkan Şen eingewechselt und gab sein A-Länderspieldebüt. Söyüncü wurde für die Europameisterschaft 2016 in Frankreich allerdings nicht berücksichtigt.
Im Jahr 2021 wurde er in den türkischen Kader für die Fußball-Europameisterschaft 2021 berufen.

## Ehrungen
- Bundesliga Rookie Award: April 2017

## Erfolge in der Profikarriere
- FA Cup 2020/21